# Сталін Йосип Віссаріонович
Йо́сип (Йо́сиф) Віссаріо́нович Ста́лін (ім'я при народженні: Іосеб Бесаріоніс дзе Джугашвілі, груз. იოსებ ჯუღაშვილი; також Ко́ба (прізвисько в юнацтві й банді) 18 грудня 1878, Горі, Російська імперія — 5 березня 1953, Москва, СРСР) — радянський військовий та політичний діяч. Перебуваючи на постах генерального секретаря Комуністичної партії Радянського Союзу (1922—1953) й голови уряду (1941—1953), встановив в СРСР однопартійну тоталітарну систему та став фактично одноосібним диктатором. Створені за його правління політична система й ідеологія дістали назву сталінізм. 
Народився в бідній сім'ї в місті Горі, навчався в Тбіліській духовній семінарії до 1898 року. В молодості приєднався до марксистської РСДРП та став послідовником Леніна. Редагував більшовицьку газету «Правда», брав участь у розбоях, викраденні та вимаганні на користь партії, за що його неодноразово арештовували та відправляли в заслання. 1912 року обраний до складу ЦК. Після більшовицького перевороту став членом Політбюро, а згодом зайняв пости наркома у справах національностей й державного контролю. Упродовж громадянської війни в Росії виступав у ролі спеціального уповноваженого партії на важливих ділянках фронту. 1922 року Йосип Сталін посів пост генерального секретаря ВКП(б), а після смерті Леніна сконцентрував владу у своїх руках, розмістив ключових прибічників на основні посади й вигнав потенційних суперників й колишніх союзників.
Наріжною партійною догмою за правління Сталіна стала концепція «побудови соціалізму в окремо взятій країні». В період впровадження п'ятирічних планів СРСР пережив сільськогосподарську колективізацію, прискорену індустріалізацію та створення централізованої командної економіки. Сталінська політика, заснована на застосуванні системних репресій й терору, призвела до смерті мільйонів селян упродовж Голоду в СРСР (1932—1933) та Голодомору в Україні; мільйони радянських громадян було ув'язнено в таборах ГУЛАГу чи виселено у віддалені території, розкуркулено тощо, інколи цілі народи підпадали під депортації. Між 1934 і 1939 роками Сталін та його оточення організували «Великий терор» з метою ліквідації «ворогів робітничого класу», у процесі якого понад мільйон осіб було ув'язнено, а 700 тисяч — страчено таємною поліцією.
У зовнішній політиці Сталін сприяв поширенню марксизму-ленінізму через Комуністичний інтернаціонал та підтримав антифашистський рух під час громадянської війни в Іспанії. 1939 року Сталін, керуючись експансіоністськими намірами, уклав з нацистською Німеччиною договір про ненапад. Згідно з ним, радянські війська анексували Західну Україну, Західну Білорусь, країни Балтії, Бессарабію та Буковину, напали на Фінляндію. Сталін не зумів передбачити німецьке вторгнення 1941 року, внаслідок чого Червона армія зазнала значних втрат на початковому етапі війни. Радянський Союз, мобілізувавши патріотизм народу у боротьбі з нацизмом та долучившись до антигітлерівської коаліції, зміг відбити напад, заволодів Берліном у 1945 році та переможно завершив Другу світову війну в Європі.
Під час післявоєнного врегулювання Сталін розширив радянський вплив в Східній Європі, Китаї та Північній Кореї. Водночас Сполучені Штати та Радянський Союз стали ворожими наддержавами у Холодній війні. Сталін ініціював повоєнне відновлення країни, грошову реформу, створення потужного військово-промислового комплексу та посприяв перетворенню СРСР на ядерну супердержаву. В пізній період його правління країна пережила ще один великий голод, хвилю антисемітизму й жорсткого контролю за культурним й інтелектуальним життям держави. Йосип Сталін помер 1953 року в 74-річному віці. На посту радянського керівника його змінив Микита Хрущов, який засудив свого попередника та ініціював процес десталінізації.
Йосип Сталін вважається однією із найзначніших і водночас найсуперечливіших постатей ХХ століття, ставши ще при житті об'єктом фанатичного культу особи у всесвітньому марксистсько-ленінському русі. Тільки в останні роки свого існування КПРС визнала злочини проти людяності, вчиненні при його режимі, проте відмовилася брати відповідальність за них. Після розпаду Радянського Союзу Йосип Сталін зберіг певну популярність в Росії та Грузії. Разом з тим, його тоталітарний уряд засудили за порушення фундаментальних прав та свобод людини, масові репресії, етнічні чистки, сотні тисяч страт і голод, внаслідок яких загинули мільйони людей.

## Життєпис

### Перші роки
Йосип Джугашвілі народився 18 грудня (6 грудня за старим стилем) 1878 року у місті Горі Тифліської губернії тодішньої Російської імперії в грузинській родині. Сосо, як називала мати майбутнього правителя СРСР, народився не зовсім здоровою дитиною: він мав вроджені дефекти кінцівок (у нього були зрощеними два пальці на лівій нозі). Його батько, Віссаріон (Бесо) Іванович Джугашвілі працював шевцем, робітником взуттєвої фабрики Адельханова у Тифлісі, яка постачала чоботи для військ на Кавказі. Мати Сталіна, Катерина (Като) Георгіївна Геладзе, походила з сім'ї селянина-кріпака. Вони одружились 17 травня 1874 року, у шлюбі народились сини Михайло та Георгій, однак вони померли у 2-річному віці. Сталін став третім, і тільки йому вдалось вижити у дитинстві. Його хрестили за православним обрядом 29 грудня 1878 року. Родинне життя молодого подружжя складалось не дуже вдало. Через деякий час після народження Сталіна справи у батька пішли не дуже добре, він не зумів пристосувати свій скромний заробіток до зміни моди на взуття, став схильним до пияцтва і нападів люті. Віссаріон часто жорстоко бив Катерину і маленького Coco, що знайшло свій відбиток на його характері.
Родині доводилось часто змінювати житло. Урешті-решт Віссаріон залишив дружину, водночас спробував забрати сина, але Катерина не віддала його, виховавши Джугашвілі-молодшого сама. Як зазначав друг дитинства Сталіна Давид Мачаваріані : «Като оточувала Йосипа надмірною материнською любов'ю і, подібно вовчиці, захищала його від усіх і вся. Вона вимотувала себе роботою до знемоги, аби зробити щасливим свого улюбленця». Матір працювала прибиральницею, прачкою одягу в кількох сім'ях, які співчували її важкій долі. На той час сам Coco проводив багато часу у вуличній компанії молодих хуліганів, ріс зухвалим, грубим і впертим. У дитинстві молодий Сталін зіткнувся з кількома серйозними проблемами зі здоров'ям. Так, у 1884 році Сосо захворів на натуральну віспу, яка закінчилася формуванням рубців на обличчі та спині, а в 12-річному віці його збив фаетон, в результаті чого в нього порушилося функціонування лівої руки.

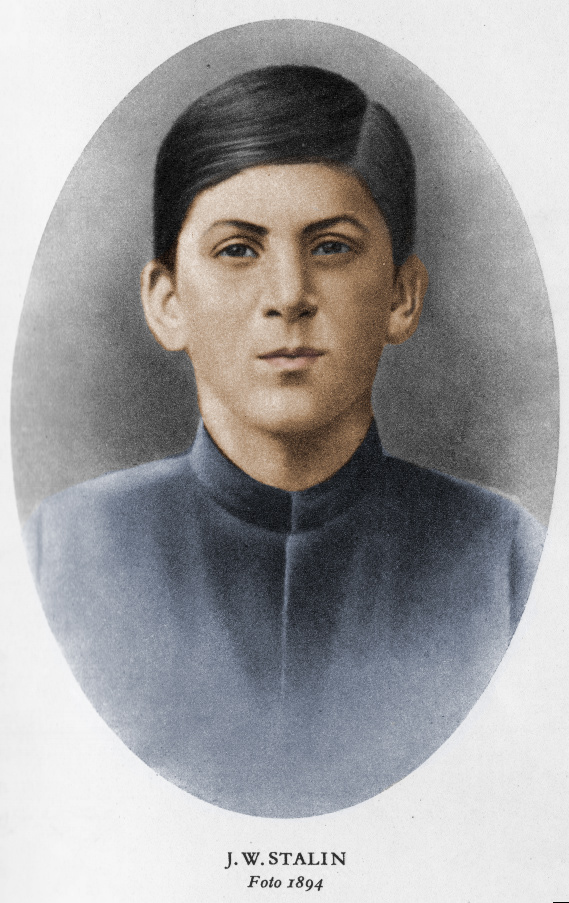
Учень духовної семінарії

У 1888 року, у 10-річному віці, Сталін поступив до Горійського духовного училища: мати хотіла бачити свого сина священником. Сталін вирізнявся серед своїх однолітків талантом в живописі і драмі, навіть писав власну поезію, прислуговував при церкві. За роки навчання в училищі Йосип Джугашвілі доволі добре вивчив російську мову, хоча до кінця життя говорив нею з акцентом. 1893 року закінчив Горійське духовне училище (оцінки в атестаті — п'ятірки, навіть з поведінки). За рекомендацією вчителів у серпні 1894 року вступив до Тифліської духовної православної семінарії. На той час серед учнів в семінарії були розповсюджені різноманітні ідеї — від народницько-націоналістичних до марксистсько-інтернаціоналістичних. Від 1897 року бере активну участь у роботі марксистських гуртків семінарії, налагоджує зв'язок з нелегальною соціал-демократичною організацією у Тифлісі, починає брати участь у нелегальних робітничих зборах. У зв'язку з підозрою у нелегальній діяльності його виключають із семінарії, як «неблагонадійного». 1898 року формально вже стає членом тифліської організації РСДРП. За рік до цього він вступив до грузинської соціал-демократичної організації «Месаме-дасі», а з 1901 року — став революціонером. Писав вірші грузинською мовою, які публікувались у місцевій пресі, проте авторство Сталіна ставиться під сумнів.

### Псевдонім
Псевдонім «Сталін» Йосип Джугашвілі вибрав собі 1912 року, перед цим змінивши близько тридцяти інших прізвиськ і партійних кличок. Для найближчого оточення у нього була інша кличка — «Коба» («безстрашний»).

### Партійна діяльність

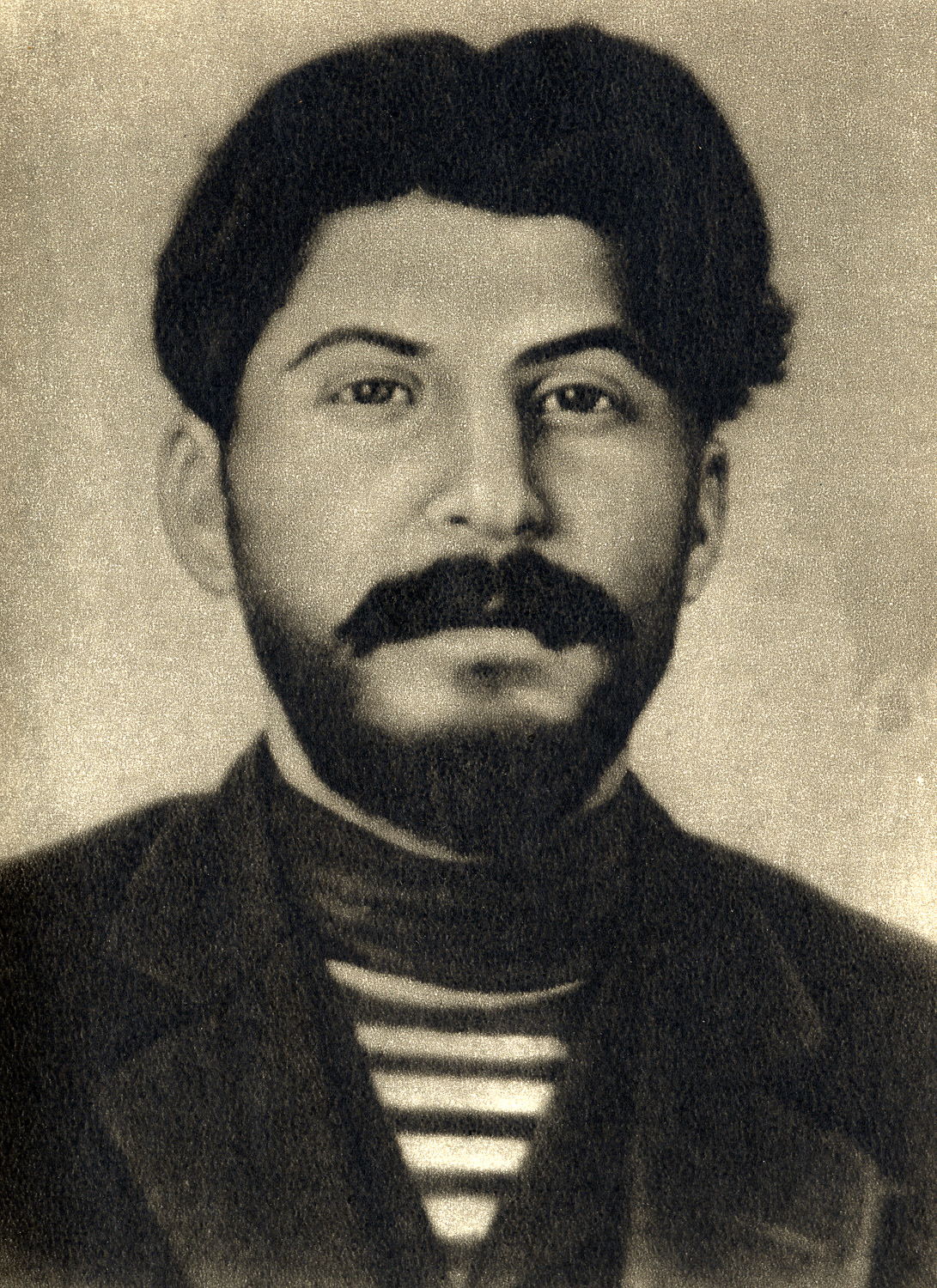
Джугашвілі-Коба-Сталін, фото 1912 р.

1898 р. став членом РСДРП. У 1901—1902 р. — член Тифліського, Батумського комітетів РСДРП. З 1901 р. Сталін, перебуваючи на нелегальному становищі, організовував страйки, демонстрації, влаштовував збройні напади на банки, передаючи експропрійовані гроші «на потреби революції». У 1902 році у Батумі був вперше арештований та засланий до Східного Сибіру, проте незабаром із заслання втік.
Після II-го з'їзду РСДРП (1903), що відбувся в Брюсселі і Лондоні, стався розкол партії на більшовиків і меншовиків. Сталін підтримав вождя більшовиків Леніна і за його дорученням розпочав створення мережі підпільних марксистських гуртків на Кавказі. Учасник революції 1905—1907 років. У грудні 1905 року делегат 1-ї конференції РСДРП (Таммерфорс).
У 1906—1907 роках Йосип Сталін брав участь в організації низки експропріацій в Закавказзі. У 1907 році був одним з керівників Бакинського комітету РСДРП. З 1902 по 1913 рік Сталін шість разів піддавався арештам і висилкам, чотири рази тікав. У 1912 році увійшов до складу Російського бюро ЦК РСДРП.

### Жовтневий заколот
Під час Лютневої революції (1917) Сталін повернувся до Петрограда і у травні був кооптований до Політбюро ЦК. З березня 1917 року брав участь у підготовці і проведенні Жовтневого перевороту: входив до складу Політбюро ЦК РСДРП(б), був членом Військово-революційного центру керівництва збройним повстанням.
До приїзду Леніна з еміграції був одним з керівників ЦК РСДРП і Петербурзького комітету партії більшовиків. У 1917 році — член редколегії газети «Правда», Політбюро ЦК партії більшовиків, Військово-революційного центру. Спочатку Сталін підтримував Тимчасовий уряд. Стосовно Тимчасового уряду і його політики виходив з того, що демократична революція ще не завершена, і скидання уряду не є практичним завданням. Проте потім приєднався до Леніна, який виступав за перетворення «буржуазно-демократичної» лютневої революції на «пролетарську соціалістичну революцію».
14–22 квітня був делегатом I загальноміської конференції петроградських більшовиків. 24–29 квітня на VII Всеросійській конференції РСДРП(б) виступив у дебатах щодо доповіді про теперішній момент, підтримував погляди Леніна, виступив з доповіддю з національного питання; обраний членом ЦК РСДРП(б).
У травні — червні був учасником антивоєнної пропаганди; був одним з організаторів перевиборів Рад і муніципальної кампанії в Петрограді. 3–24 червня брав участь як делегат I Всеросійського з'їзду Рад робітничих і солдатських депутатів; був вибраний членом ВЦВК і членом Бюро ВЦВК від фракції більшовиків. Також брав участь у підготовці демонстрацій 10 і 18 червня; опублікував низку статей у газетах «Правда» і «Солдатська Правда».
Зважаючи на вимушений перехід Леніна в підпілля Сталін виступив на VI з'їзді РСДРП(б) (липень — серпень 1917) із звітною доповіддю ЦК. На засіданні ЦК РСДРП(б) 5 серпня був вибраний членом вузького складу Центрального комітету. У серпні — вересні головним чином вів організаційно-журналістську роботу. 10 жовтня на засіданні ЦК РСДРП(б) проголосував за резолюцію про збройне повстання, був вибраний членом Політичного бюро, створеного «для політичного керівництва на найближчий час».
У ніч на 16 жовтня на розширеному засіданні ЦК виступив проти позиції Л. Б. Каменєва і Г. Е. Зінов'єва, які проголосували проти рішення про повстання; був вибраний членом Військово-революційного центру, у складі якого увійшов до Петроградського ВРК.
24 жовтня (6 листопада), після розгрому юнкерами друкарні газети «Рабочий Путь», Сталін забезпечив вихід газети, в якій опублікував редакційну статтю «Що нам потрібно» із закликом до скинення Тимчасового уряду і заміни його Радянським урядом, вибраним представниками робітників, солдатів і селян. Того ж дня Сталін і Троцький провели нараду більшовиків — делегатів 2-го Всеросійського з'їзду Рад РСД, на якому Сталін виступив з доповіддю про хід політичних подій. У ніч на 25 жовтня (7 листопада) брав участь у засіданні ЦК РСДРП(б), який визначив структуру і найменування нового радянського уряду.

### Громадянська війна та інтервенція в Україну, Білорусь та Польщу
|  | З початку 30-х і до середини 50-х років у радянській історичній літературі укорінилась, набула статусу офіційної та цілковито пануючої сталінська концепція історії громадянської війни в СРСР. Цілеспрямовано й наполегливо створювався і насаджувався у свідомості радянського народу міф про Сталіна як другого вождя партії і Червоної Армії. Бажаного ефекту досягали комплексним застосуванням різноманітних методів фальсифікації історії. Роль В. І. Леніна та інших крупних партійних, державних та військових працівників замовчувалася і принижувалася, а заслуги Сталіна у створенні збройних сил Радянської Республіки, у здійсненні розгрому білогвардійців та інтервентів всіляко звеличувалися та вихвалялися. Оригінальний текст (рос.) С начала 30-х и до середины 50-х годов в советской исторической литературе укоренилась, обрела статус официальной и стала безраздельно господствующей сталинская концепция истории гражданской войны в СССР. Целеустремленно и настойчиво создавался и насаждался в сознании советского народа миф о Сталине как втором вожде партии и Красной Армии. Желаемый эффект достигался комплексным применением различных методов фальсификации истории. Роль В. И. Ленина и других крупных партийных, государственных и военных работников замалчивалась и принижалась, а заслуги Сталина в создании вооруженных сил Советской Республики, в осуществлении разгрома белогвардейцев и интервентов всемерно возвеличивались и восхвалялись. |

Після Жовтневого перевороту Сталін за рішенням Другого Всеросійського з'їзду Рад робітничих і солдатських депутатів включений до складу Раднаркому як народний комісар у справах національностей (1917—1923). У роки громадянської війни та російської більшовицької інтервенції в Україну та Польщу Сталін входив до складу очолюваної Левом Троцьким Революційної Військової Ради Російської республіки, а у квітні 1922 року був обраний генеральним секретарем ЦК РКП(б). Своїй кар'єрі у партії Сталін завдячував Володимирові Леніну. Як і Ленін, Сталін цікавився національним питанням і написав працю «Марксизм і національне питання» (1913 рік). Сталін продовжував близьке співробітництво з Леніном і після 1917 року, але не без конфліктів. Після обрання Сталіна генеральним секретарем ЦК РКП(б) Ленін застерігав керівництво РКП(б) від зосередження влади в руках Сталіна. Верхівка РКП(б) приховала від рядових членів партії ці попередження.
На посаді генерального секретаря Сталін розбудував партійний апарат й спирався на нього як на керівну політичну силу. Завдяки цьому Сталін розгромив у 1920-х pp. спершу ліву опозицію, очолювану Львом Троцьким, а пізніше праву — Миколи Бухаріна, О. Рикова та ін.
Наприкінці 1920-х років Сталін поступово відмовився від концепції світової пролетарської революції і почав дотримуватись ідеї про «побудову соціалізму в одній країні», що її висунув В. Ленін у роботі «Про лозунг Сполучених Штатів Європи» (1915), на основі якої проголосив ліквідацію НЕП і розпочав політику прискореної індустріалізації країни на базі суцільної колективізації шляхом пограбування села, із застосуванням терору. Прискорена індустріалізація призвела до порушення економічної рівноваги і руїни всього народного господарства. Щоб утримати населення в покорі, Сталін посилив терор системою концентраційних таборів, кількість в'язнів у яких досягла 10 млн. Разом з тим Сталін розбудував каральний апарат від первісної ЧК через ГПУ й НКВС, сприяв возвеличенню себе як «безпомилкового вождя», «вірного ленінця», «батька народів» тощо. Запобігаючи можливій опозиції, Сталін запровадив терор і в самій партії; внаслідок чисток і так званих «московських процесів» 1936—1938 з ВКП(б) виключено майже половину її членів; 139 членів ЦК було розстріляно (зокрема, більшість членів уряду та Політбюро), із 1966 делегатів XVII з'їзду партії (1934 рік) до XVIII з'їзду (1939 рік) 1108 було заарештовано. В армії ліквідовано більшість вищого і старшого командного складу.
Посилення терору супроводжувалося централізацією влади шляхом звуження прав національних республік; прославленням російського народу як «першого серед рівних», відновленням традицій Російської імперії, обвинуваченням неросійських діячів у «буржуазному націоналізмі», внаслідок чого у державно-партійному апараті дедалі більшої сили набирали російські великодержавні імперські елементи.
У більшовицькій партії Сталіна вважали знавцем національного питання, в якому він у цілому був послідовником Леніна, підкреслюючи «право націй на самовизначення аж до відокремлення», але з тим, щоб до відокремлення справа ніколи не дійшла. Після революції він підкреслював Другу частину ленінської формули: збереження неподільності імперії.

| «Компетентність» Сталіна в українських справах засвідчив ще в 1918 р. В. П. Затонський, який, зокрема, заявив на І з'їзді КП(б)У: «...Тов. Сталін вважав, що є дві України — Західна та Східна, які різняться мовою настільки, що мешканці їх не розуміють один одного (це не казка, а бувальщина)...» [9] |
Вже у 1920 році Сталін був проти «відділення окраїнних областей» (України, кавказьких країн тощо) — джерел сировини, палива і харчових запасів для «Центральної Росії». У грудні 1922 року при створенні СРСР він пропонував, замість рівноправного союзу «суверенних республік», т. зв. автономізацію (див. Національна політика КПРС). Але тоді ще були сильні відцентрові тенденції в національних республіках і перемогла концепція СРСР з залишенням керівної ролі в ньому за РРФСР.
Сталін скористався цим і поступово звів нанівець декларовані в конституціях права національних республік. Сталін спирався на російські шовіністичні елементи в державно-партійному апараті, які стали у його руках знаряддям відбудови імперії. Проти цього на XII з'їзді партії у 1923 році виступив Микола Скрипник, засуджуючи русофільство партійного апарату.
Особливий наголос Сталін поставив на переслідуванні національного руху в Україні як найбільшій республіці, що стояла на перешкоді його централістичним планам. У листі до Лазаря Кагановича 1926 року застерігав проти національних тенденцій у КП(б)У (Микола Хвильовий, Олександр Шумський та інші); цим листом датується початок розгрому українського відродження, етапами якого були заслання української інтелігенції на Соловки, «процес Спілки Визволення України» та ін.

#### Організація Голодомору

Висновок професора Андреа Граціозі щодо діяльності Сталіна у 1932—1933 роках. Національний музей «Меморіал жертв Голодомору».

Найтяжчого удару Сталін завдав Україні у роки колективізації; 1932 року за його прямими вказівками було змінено політику хлібозаготівель, що призвело до загибелі від голоду мільйонів українських селян. Водночас було винищено національно свідомі кадри української інтелігенції, на яких було покладено провину за Голодомор. На XVII з'їзді КПРС (26 січня 1934) Сталін засудив націоналістичний ухил Миколи Скрипника, стверджуючи, що небезпечнішим для СРСР є місцевий, а не «великоросійський націоналізм».
13 січня 2010 року Апеляційний суд міста Києва, здійснивши розгляд кримінальної справи № 1-33/2010, порушеної Службою безпеки України за фактом вчинення геноциду в Україні в 1932—1933 роках за ознаками злочину, передбаченого ч. 1 ст. 442 КК України, відносно генерального секретаря Центрального комітету ВКП(б) Йосипа Сталіна (Джугашвілі), члена ЦК ВКП(б), голови Ради Народних Комісарів СРСР В'ячеслава Молотова (Скрябіна), секретарів ЦК ВКП(б) Лазаря Кагановича та Павла Постишева, члена ЦК ВКП(б), генерального секретаря ЦК КП(б)У Станіслава Косіора, члена ЦК ВКП(б), голови Ради народних комісарів УРСР Власа Чубаря та члена ЦК ВКП(б), другого секретаря ЦК КП(б)У Менделя Хатаєвича, встановив, що вони «з метою придушення національно-визвольного руху в Україні та недопущення побудови і утвердження незалежної української держави, шляхом створення життєвих умов, розрахованих на фізичне винищення частини українців спланованим ними Голодомором 1932—1933 років, умисно організували геноцид частини української національної групи, внаслідок чого було знищено 3 млн 941 тис. осіб, тобто безпосередньо вчинили злочин, передбачений ч. 1 ст. 442 Кримінального кодексу України».

#### У міжнародній політиці
У міжнародній політиці Сталін використовував Комінтерн для втручання у внутрішні справи інших країн в інтересах СРСР, а також для контролю над комуністичними партіями та ліквідації національних антибільшовицьких прагнень у них. Наприкінці 30-х p. стало зрозуміло, що сталінський соціалізм — це побудований на визиску безправного робітництва і селянства державний капіталізм, економіка якого, завдяки знеособленню централізованого управління і відсутності приватної ініціативи, перебувала в хронічній руїні, а в зовнішній і внутрішній політиці Сталін почав повторювати політику російських імператорів. Зокрема у зовнішній політиці він повернувся до традиційного засобу російського самодержавства затьмарювати внутрішні труднощі зовнішньою експансією та «зовнішньою загрозою».

### До вершини влади

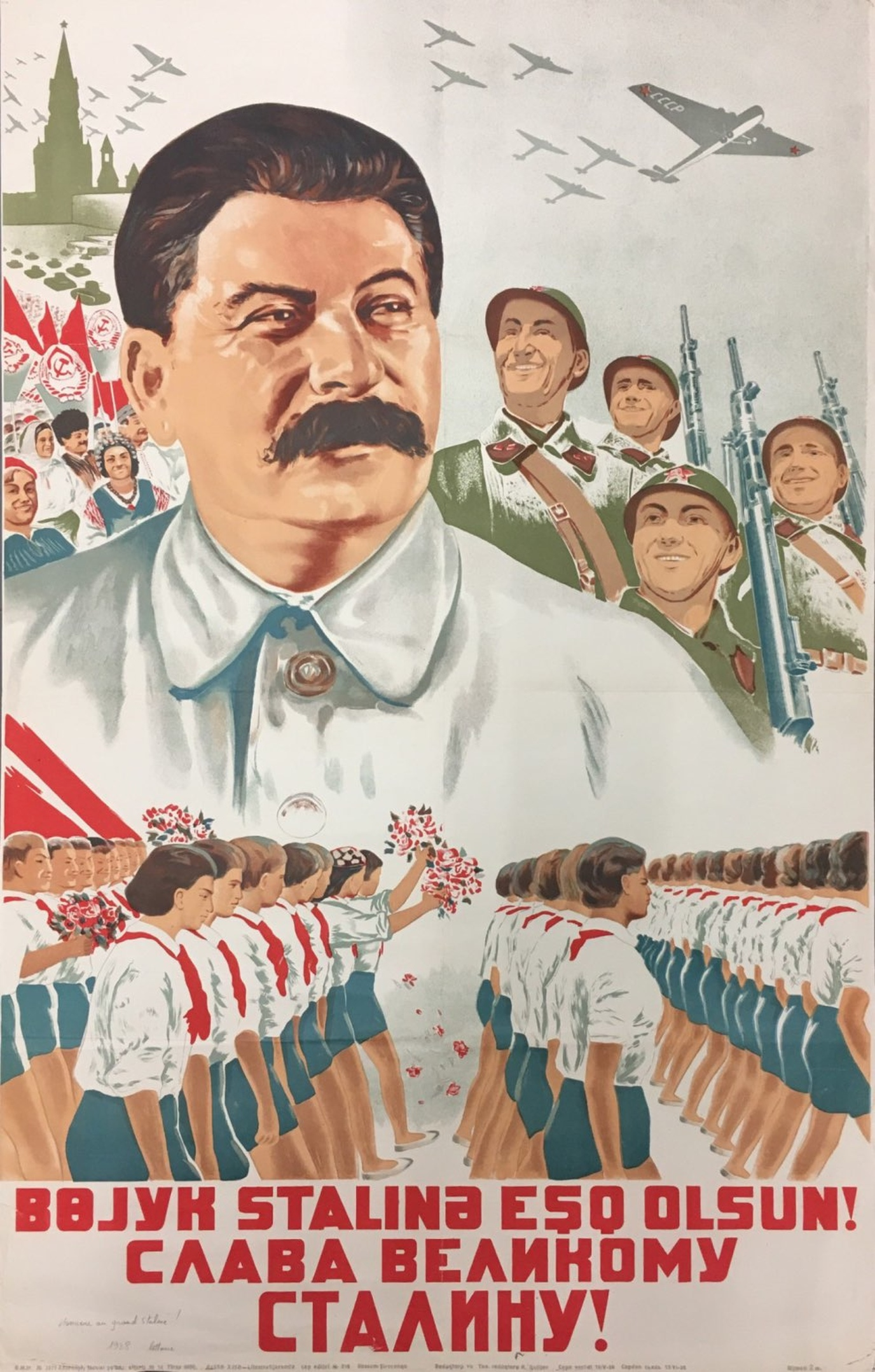
Радянський пропагандистський плакат із зображенням Сталіна, 1938

У жовтні 1938 року, відповідаючи на питання журналіста Г. Нікербокера, яким чином Сталін, лояльний член комуністичної партії, що боровся як революціонер-підпільник за суспільні ідеали, перетворився на узурпатора, Карл Густав Юнг сказав:

| На мою думку, перетворення Сталіна сталося під час революції 1917. Можливо, що до цього він безкорисливо служив на благо Справи і, ймовірно, ніколи не задумувався про особисту владу для самого себе внаслідок того щасливого випадку, що йому до того часу не траплявся навіть натяк на можливість прагнути чогось подібного до особистої влади. Для нього не існувало проблеми. Але у ході революції Сталін з самого початку побачив, як захоплюють владу. Я впевнений, що він сказав самому собі зі здивуванням: «Але ж це так легко!» Він повинен був слідкувати, як Ленін та інші досягають вищого ступеня повної влади, і сказати собі: «Так ось як це робиться! Що ж, я зможу перевершити їх. Треба лише прибрати того, хто попереду мене».[14] |
До середини 1930-х років Сталін сконцентрував у своїх руках всю повноту державної влади і фактично став одноосібним вождем народів радянського союзу. Інші більшовицькі лідери — Троцький, Зінов'єв, Каменєв, Бухарін, Риков та інші, що входили до антисталінської опозиції, були поетапно виключені з владної комуністичної партії, а потім фізично знищені як «вороги народу». У другій половині 1930-х років у країні був встановлений режим жорстокого терору, який досяг апогею в 1937—1938 роках. Пошук і знищення «ворогів народу» зачепило не лише найвищі партійні органи і керівництво армії, але й широкі кола радянського суспільства. Мільйони громадян країни за надуманими, недоведеними звинуваченнями у шпигунстві, шкідництві, саботажі були репресовані, заслані до концтаборів або страчені у слідчих органах НКВД чи в'язницях.

### Пакт Молотова — Ріббентропа
У грудні 1936 року керівник військової розвідки Радянського Союзу у Західній Європі В. Кривицький через начальника Іноземного відділу Головного управління Державної безпеки НКВС СРСР Абрама Слуцького отримав пряму вказівку Й. Сталіна заморозити розвідувальну мережу у Німеччині. У цей час особистий представник Й. Сталіна Давид Канделакі, що обіймав посаду «торговельного представника», вів надзвичайно секретні перемовини з фінансовим радником Гітлера Ялмаром Шахтом. Вони стосувались поліпшення політичних та економічних відносин поміж Німеччиною та СРСР.
Таємні переговори у 1936—1939 роках то пожвавлювались, то припинялись. Врешті-решт у 1939 році обидві зацікавлені сторони активізували діяльність, що завершилась підписанням Договору про ненапад з Таємним протоколом, як невід'ємною частиною договору.
1939 року було укладено таємний додаток до Договору про ненапад між СРСР та націонал-соціалістичною Німеччиною, який отримав назву Пакт Молотова — Ріббентропа. Йому передувала довга передісторія і тонка політично-дипломатична гра в передвоєнній Європі і світі. Гітлер, маючи нестримне бажання німецького реваншу після Першої світової війни, розумів, що напад на Польщу, який був необхідний Гітлерові задля об'єднання всіх німецьких етнічних територій, може перерости у протистояння з демократіями Європи, або навіть у війну. До війни проти Франції і Великої Британії восени 1939-го року Гітлер готовий не був. Ще більше Гітлер не був готовий до війни на 2 фронти, що означало би безсумнівну поразку Німеччини. Тому йому надзвичайно важливо було укласти договір зі Сталіним. Одним з прикладів контактів Гітлера та Сталіна може служити привітання Гітлером Сталіна з днем народження, опубліковане в газеті «Правда» № 353 (8038) за 23 грудня 1939 року та відповідь Сталіна в тій же газеті випуск № 355 (8040) за 25 грудня того ж року.
Сталін же був, зі свого боку, теж дуже зацікавлений в постанні спільних кордонів СРСР з Німеччиною. Вони мали стати «коридором комунізму» з Росії і її колоній в Європу західну (див. Експорт революції). Ним визначався розподіл зон впливу обох держав у Східній Європі у випадку територіально-політичних змін. Основним результатом пакту став поділ країн Східної Європи між Німеччиною та СРСР: поділ Польщі (1939), приєднання до СРСР балтійських країн (1940), війна з Фінляндією (за що СРСР було виключено з Ліги Націй, як агресора), і анексія Буковини і Бессарабії у Румунії (1939—1940 рр.). Це було продовженням політики «Світової революції», і підготовкою до майбутньої війни з Німеччиною.
За пунктами Пакту «Молотова-Рібентропа» Литва відходила до сфери німецьких інтересів, так само і Румунія мала лишатись недоторканною. Але Сталін проігнорував домовленості і влітку 1940 року Литва була майже без бою окупована Червоною Армією. Стосовно Північної Буковини і Бессарабії, які були анексовані наступного року після підписання договору, це була помилка Сталіна. Річ у тому, що Німеччина повністю залежала від румунської нафти, яку видобували у Плоєшті. Після анексій 1940-го року сталінська бомбардувальна авіація разом зі штурмовими десантними корпусами вже безпосередньо загрожували цим нафтопромислам. Деякі історики[хто?] вказують, що саме це переконало Гітлера у необхідності розпочати підготовку до війни проти Радянського Союзу.
Деякі фахівці[хто?] вважають, що основною метою укладення договору з боку СРСР було втягнення європейських держав у війну і після їхнього виснаження, внаслідок військових дій, захоплення їх та приєднання до Радянського Союзу, як союзних республік (тобто продовження ідеї Леніна про «світову революцію»). Так, на підготовку наступальної війни СРСР проти нацистської Німеччини у 1941 році вказує те, що Червона армія стягнула війська, артилерію й авіацію до західних кордонів Радянського Союзу. Однак внаслідок випереджувального удару Гітлера у червні 1941 року СРСР зазнав тяжких втрат у першій фазі війни.
Лише завдяки допомозі союзників, а також коштом мільйонних людських втрат народів СРСР тоталітарна система Сталіна вийшла переможницею з Другої світової війни.
Під час війни Сталін брав участь у конференціях з лідерами США і Великої Британії: у Тегерані, Ялті й Потсдамі. На цих конференціях Й. Сталін домігся перерозподілу світу, внаслідок чого СРСР приєднав значні нові території у Східній Європі та на Далекому Сході і утворив блок сателітних країн, де силоміць були встановлені комуністичні режими.

## Друга світова війна

### Німецько-радянсько-польська війна 1939 року
Під час цієї війни і пізніше була досягнута домовленість про взаємне переселення німців з СРСР і з «області державних інтересів Німеччини» (тобто з відповідних окупованих частин Польщі) — осіб української, білоруської і литовської національностей. У половині жовтня 1939 була створена радянсько-німецька мішана комісія з переселення. Від німців її очолював радник посольства Німеччини у СРСР Ф. Твардовський, від СРСР — М. М. Литвинов. Хоча переселення громадян, відповідно до рішення урядів СРСР і Німеччини «в зв'язку з територіальними змінами у Польщі», і декларувалось як добровільне, однак фактично здійснювалось силою.

### Радянсько-фінська війна 1939—1940рр.
Настрої, що панували у Фінляндії, Естонії та інших країнах Прибалтики після підписання пакту Молотова — Ріббентропа, за свідченнями амбасадора Німеччини В. Блюхера, відбивали сприйняття пакту і як гарантію миру у регіоні, і як небезпеку надання Німеччиною Росії «свободи рук», внаслідок чого ціна пакту буде сплачена рахунком Прибалтійських держав. У міністерстві закордонних справ Фінляндії ніби наврочили, заявивши послові, що пізніше Росія, прикрившись пактом виступить проти країн регіону.
За наказом Сталіна була розв'язана війна проти Фінляндії, що мала на меті приєднання Фінляндії до СРСР, якої не вдалося досягти.
У першому оперативному наказі військам Ленінградського військового округу за підписом командувача К. П. Мерецкова та члена Військової ради А. О. Жданова йшлося не лише про те, щоби «перейти кордон і розгромити фінське військо», але й формулювалася така політична мета, як звільнення «фінського народу від гноблення поміщиками та капіталістами», що свідчить про погодження наказу з політичним керівництвом СРСР. Радянська пропаганда підкреслювала «визвольну місію» Червоної армії.
У перший день війни у Москві був створений маріонетковий «народний уряд Фінляндської Демократичної Республіки» на чолі з діячем (агентом) Комінтерну О. В. Куусіненом. Наступного дня у московській пресі було опубліковано звернення членів ЦК Компартії Фінляндії, що проживали у СРСР, з закликом повалити уряд у Хельсінкі. 2 грудня у Москві було оголошено про підписання між СРСР та «Фінляндською Демократичною Республікою» договору про взаємодопомогу та дружбу. На території Радянського Союзу був сформований корпус «Фінляндської Народної Армії» чисельністю більш ніж 25 000 вояків.
Про справжні політичні цілі радянського керівництва у цій війні свідчать запланований масштаб дій, темпи просування війська і остаточна межа операції. У Директиві Військової ради ЛВО, котру зачитували офіцерському складу на Карельському перешийку ввечері 29 листопада, тобто напередодні наступу, містилася вказівка: «При виході до шведського та норвезького кордонів кордони ці не порушувати й не допускати провокацій. Військовослужбовців шведської та норвезької армій на кордоні вітати відданням честі».
Всі пов'язані з цією війною події, як напередодні, так і під час бойових дій, відбувались за безпосередньою участю Сталіна. Загибель більш ніж 70 тисяч громадян СРСР у цій війні є, поза всяким сумнівом, результатом політичної та організаційної діяльності Сталіна.
Після закінчення Радянсько-фінської війни, Нарком закордонних справ СРСР В. Молотов під час розмови з А. Гітлером 12 листопада 1940 заявив від імені Й. Сталіна, що «німецько-руську угоду від минулого року можна, таким чином, вважати виконаною в усіх пунктах, окрім одного, а саме Фінляндії. Фінське питання досі ще залишається не вирішеним». Після наполягання Гітлера викласти все ж таки, яка думка Радянського Союзу щодо вирішення «фінського питання», Молотов заявив, «що він уявляє собі врегулювання його у тих же рамках, що і у Бессарабії і у сусідніх країнах», тобто в Естонії, Латвії та Литві, анексованих на той час Радянським Союзом.
Сталін не полишав думки про приєднання Фінляндії ще й 1943. Так, на другому засіданні Московської конференції міністрів закордонних справ СРСР, США і Великої Британії 20 жовтня 1943 року, при обговоренні 1-го пункту порядку денного конференції «Розгляд заходів по скороченню терміну війни проти Німеччини та її союзників у Європі», внесеного на пропозицію СРСР, розглядалось включене до цього пункту питання про надання Швецією союзникам авіаційних баз для боротьби проти Німеччини. Міністр закордонних справ Великої Британії А. Іден, звертаючись до Наркома закордонних справ СРСР В. Молотова, сказав: «Я хочу говорити відверто. Думка Швеції певною мірою стосується того, що думає Радянський уряд про Фінляндію. Якби ви у тій формі, у якій це виявиться можливим, говорячи про надання баз, зробили би шведам якусь-то заяву щодо вашого бажання бачити Фінляндію незалежною — а я не маю сумніву, що це дійсно є вашим бажанням, — це значно полегшило би вирішення питання.<…>»
Молотов відповів: «У нашій пропозиції питання ставиться щодо Швеції з точки зору боротьби проти Німеччини. Я побоююся, що додання питання про Фінляндію та інших на даному етапі не допоможе нам більш уважно поставитись до питання про Швецію, яке лише поставлене, але ще не з'ясоване.»

### Окупація прибалтійських країн
17 вересня 1939, коли розпочалась Радянсько-польська війна, Радянський Союз надіслав дипломатичним представникам 24 країн,— і серед них Латвії, Литви, Естонії, Фінляндії,— ноту, де вказав, що «У відносинах з ними СРСР буде провадити політику нейтралітету». Але вже 25 вересня Сталін у розмові з послом Німеччини фон Шуленбургом заявив, що він має намір «вирішити проблему Прибалтійських країн згідно з секретним протоколом» і, в зв'язку з цим очікує підтримку німецького уряду. Гітлер розумів наміри Сталіна у Прибалтиці таким чином, що прибалтійські країни обов'язково будуть включені до складу Радянського Союзу і дав Сталіну «карт-бланш». На географічних картах, що вийшли друком у Німеччині 1 квітня 1940 року (а складених ще у березні), території Естонії, Литви, Латвії були позначені як складові Радянського Союзу. Радянський Союз окупував їх лише влітку.

### Німецько-радянська війна 1941—1945 років
З початком Німецько-радянської війни Сталін зосередив у своїх руках всю політичну і військову владу як Голова Державного Комітету Оборони (30 червня 1941 — 4 вересня 1945 року) і Верховний Головнокомандувач Збройними силами СРСР. Одночасно він обійняв посаду народного комісара оборони СРСР (19 липня 1941 — 15 березня 1946 року; з 25 лютого 1946 року — народний комісар збройних сил СРСР) і брав безпосередню участь в складанні планів військових операцій.
|  | У період відступу Червоної Армії ніде і ніколи ніяких документів і наказів він не публікував за своїм підписом. Ставка або ж Генштаб — безликий був підпис, але не Сталін! Зовсім іншим стало становище потім, коли ми розпочали наступ. Кожен документ прикрашав підпис Сталіна. За відступ він, як-то мовиться, не відповідав, а ось успіх, розгром ворога — це його заслуга. — Микита Хрущов. Оригінальний текст (рос.) В период отступления Красной Армии нигде и никогда никаких документов и приказов он не публиковал за своей подписью. Ставка или Генштаб — безликая была подпись, но не Сталин! Совершенно другим стало положение потом, когда мы начали наступать. На каждом документе красовалась подпись Сталина. За отступление он, как говорится, не нес ответственности, а вот успехи, разгром врага — это его заслуга. |

Під час війни за ініціативи Й. Сталіна були перервані дипломатичні відносини з урядами країн, що їх окупувала Німеччина: Чехословаччини, Польщі, Бельгії, Нідерландів, Данії, Норвегії, Греції, Югославії, причому послам Бельгії, Норвегії, а пізніше, Греції радянський уряд просто надіслав повідомлення поштою. Були встановлені дипломатичні відносини з маріонетковими урядами країн, окупованих Німеччиною: Словаччини, Франції, Данії, Норвегії,— з якими підписувались торговельні угоди, що дозволяло СРСР направляти стратегічну сировину начебто у ці країни, а насправді — прямо у руки Німеччини.
У роки війни Йосип Сталін разом з президентом США Рузвельтом і прем'єр-міністром Великої Британії Черчиллем був ініціатором створення антигітлерівської коаліції. Фактично, через посередництво наркома В. Молотова, брав участь у роботі Московської конференції міністрів закордонних справ СРСР, США і Великої Британії 19—30 жовтня 1943. Він представляв СРСР на переговорах з країнами-учасницями антигітлерівської коаліції (Тегеран, 1943; Ялта, 1945; Потсдам, 1945).
Після закінчення війни, в ході якої Радянська армія окупувала велику частину країн Східної і Центральної Європи, Сталін став ідеологом і практиком створення «світової соціалістичної системи», що стало одним з головних чинників розв'язування «холодної війни» і військово-політичного протистояння між СРСР і США у післявоєнні десятиріччя.
27 червня 1945 року Сталіну було надано звання Генералісимуса Радянського Союзу.

## Повоєнний період
19 березня 1946 року, в ході перебудови радянського урядового апарату, Сталін був затверджений Головою Ради Міністрів СРСР і міністром збройних сил СРСР.
Після війни займався відновленням народного господарства країни, зруйнованого війною, приділяючи увагу підвищенню обороноздатності Радянського Союзу і технічному переозброєнню армії і флоту. Був одним з головних ініціаторів здійснення радянського «атомного проєкту», що сприяв перетворенню СРСР на одну з двох «супердержав».
У 1944—1947 роках один з організаторів масового переселення народів з територій Польщі, Німеччини, Чехословаччини, Радянського Союзу (поляків, німців, угорців, чехів, словаків, українців), та зміни кордонів багатьох держав Європи. Ініціатор і організатор «операції Вісла», для здійснення якої призначив першим секретарем ЦК КП(б)У Лазаря Кагановича.
Один із ініціаторів політики «холодної війни» і організаторів її провадження Радянським Союзом.
Ініціатор і організатор війни у Кореї (1950—1953), внаслідок якої єдина Корея була штучно розділена навпіл — на Північну та Південну (Республіка Корея). На Північній частині, окупованій СРСР та КНР, був створений типовий маріонетковий режим т.з. «народної республіки».
По війні, на кшталт нацистської ідеології «великого німецького народу» та «японського старшого брату», Сталін стимулював посилення великодержавного націоналізму російського народу, який присвоїв собі месіаністичну роль «визволителя» і «старшого брата» інших народів. Супроти деяких народів СРСР Сталін з помсти за поразки першого періоду війни продовжував політику національної дискримінації і геноциду, включно до суцільного виселення з їхніх територій (німці Поволжя, кримські татари, чеченці, інгуші, калмики). «Українці уникли цієї долі тому, що їх було занадто багато, і не було місця, куди їх виселити» (Микита Хрущов).
У 1945—1950 роках Сталін жорстоко розправився з рухом опору на Західній Україні й у Литві, вислав мільйони тих, що побували в німецькому полоні, й цивільне населення до концентраційних таборів. По війні посилив регламентацію культурного життя, загострив русифікаційний курс у неросійських республіках, що увійшло в історію під назвою «Ждановщина». Під наглядом Сталіна офіційна історична наука змінила орієнтацію з критики політики Російської імперії на похвали російським імператорам та виправдання їх колоніальних завоювань як явища «прогресивного».

Перша шпальта газети «СВОБОДА» про смерть Й. Сталіна

Сталін зосередив і формально всю владу в своїх руках (від 1941 — голова уряду, нарком оборони і головнокомандувач збройних сил СРСР, від 1945 року зі званням генералісимуса), пишався порівнюванням його з царем Іваном IV і Петром І. Безоглядно жорстокий диктатор, Сталін, базуючись на традиціях російського самодержавства, створив тоталітарну диктатуру на зразок східних деспотій, усюди бачив змови, попереджаючи їх кривавим терором. Останнім у задумі Сталіна було винищення єврейства, розпочате під гаслом боротьби проти «безрідних космополітів», але довершенню цієї акції перешкодила його смерть.
Сталін не був теоретиком, незважаючи на томи його «повного зібрання творів», і під сталінізмом розуміють не доктрину, а створену Сталіним монопартійну диктатуру, практику поліцейського терору з показовими судами і самообвинуваченнями, з концентраційними таборами, безжальною ліквідацією противників (часто уявних), народовбивством, безконтрольною диктатурою «вождя» партії, якій підпорядковано законодавчу, виконавчу і судову владу в централізованій радянській державі.

### Смерть
Після завершення Другої світової війни в СРСР відбулися певні зміни, пов'язані зі станом суспільства, значна частина якого під час воєнних дій у Європі перейшла за «залізну завісу» й познайомилася з життям інших народів. Змінилася розстановка сил у керівництві ВКП(б), загострилася боротьба за владу. Ці зміни внутрішньої ситуації в країні призвели до переоцінки статусу Й. Сталіна і зміни ставлення до достовірності офіційної версії його біографії, включно з питанням про причини його смерті.

#### Офіційна версія
Згідно з офіційно опублікованим медичним висновком, смерть настала в результаті крововиливу в мозок. Детально про хід лікування Сталіна, його хвороби, результати розтину тіла та про офіційний бюлетень розповідається в книзі академіка АМН СРСР А. Л. Мясникова: «Я лечил Сталина: из секретных архивов СССР».

#### Інші версії
Відомий історик Борис Ніколаєвський дійшов висновку, що Сталін був убитий, на що він вказував:

| «Я все більше й більше доходжу висновку, що Сталін помер у результаті великої боротьби, що заполонила перші місяці цього року і сенс якої полягав у розгромі особистого секретаріату Сталіна блоком Маленкова з Берією [25].» «Схоже, що Сталіну допомогли померти і що на цьому ґрунті тепер розпочинається боротьба [26]». «Намагаюся розшифрувати значення подій, що передували смерті Сталіна (тепер я переконаний, що було щось на зразок палацового перевороту і що Сталіну «допомогли померти» [27]» Оригінальний текст (рос.) «Я все более и более прихожу к выводу, что Сталин умер в результате большой борьбы, которая заполнила первые месяцы этого года и смысл которой состоял в разгроме личного секретариата Сталина блоком Маленкова с Берией». «Похоже, что Сталину помогли умереть и что на этой почве теперь начинается борьба». «Пытаюсь расшифровать значение событий, предшествовавших смерти Сталина (теперь я убежден, что было что-то вроде дворцового переворота и что Сталину «помогли умереть»)» |
Існують численні теорії змови, які передбачають неприродність смерті (вбивство) Сталіна і причетність до неї найближчого оточення Сталіна. Вперше версія насильницької смерті набула розголосу 1976 року в книзі А. Авторханова «Загадка смерті Сталіна: змова Берії». У автора практично не було сумніву, що Сталін був убитий верхівкою Політбюро. Всі версії смерті Сталіна — шість наведених Авторхановим, версія Д. Волкогонова, Радзинского, Глібова, сина від другого шлюбу Л. Б. Каменева, версія природної смерті, версія конфлікту з дочкою, який спровокував 3-й інсульт (автор Рафаель Гругман) і альтернативні версії, чутки і домисли наведені в книзі Рафаеля Гругмана «Смерть Сталіна: всі версії і ще одна».

## Оцінка сучасників
Б. Ніколаєвський Сам він читати не любив. Серйозна книжка, здавалось втомлювала його вже своєю товщиною. Але у живу розповідь вслухатися він завжди вмів, злегка посмоктуючи при цьому свою незмінну люльку і лише зрідка вставляючи зауваження, котрі показували оповідачу що його слова потрапляють на сприятливий ґрунт. Цим шляхом Сталін взагалі багато чому й від багатьох навчився, особливо у подальші роки, свою індивідуальність виявляючи головне у вмінні відсіяти корисні йому пшеничні зерна від непотрібних плевелів.
В. Ульянов (Ленін)Тов. Сталін, коли став генсеком, зосередив у своїх руках безмежну владу, і я не впевнений, чи зуміє він завжди досить обережно користуватися цією владою. <…> Сталін занадто брутальний, і цей недолік, що його ще можна стерпіти у нашому середовищі та в спілкуваннях між нами, комуністами, стає нестерпним на посаді генсека, тому я пропоную товаришам обміркувати спосіб переміщення Сталіна з цього місця та призначити на це місце іншу людину, яка з усякого погляду відрізняється від тов. Сталіна лише однією перевагою, саме, більш терплячий, більш лояльний, більш ввічливий та уважніший до товаришів, менш примхливий і таке інше. Ця обставина може здаватися нікчемною дрібницею. Але я вважаю, що с точки зору запобігання розколу та з точки зору написаного мною вище про взаємини Сталіна та Троцького, це не дрібниця, або це така дрібниця, яка може набувати вирішального значення.
Л. Бронштейн (Троцький)Сталін — … видатна посередність.
Микола Крестинський, секретар ЦК РКП, попередник Й. Сталіна на посадіЦе паскудна людина з жовтими очима.
Микола Бухарін Найперша якість Сталіна — це ледарство. Друга якість — непримиренна заздрість до тих, хто знає, або вміє більше ніж він.
Михайло Калінін, 1925—1926Сталін заведе нас усіх до канави
В. Шеленберг Після Секта співпрацю з Червоною Армією продовжив його наступник генерал Хайе, а пізніше генерали Хаммерштейн та фон Шляйхер, а в Росії ту ж лінію провадив Сталін, наступник Леніна. Коли у Німеччині до влади прийшли націонал-соціалісти, керівництво німецької компартії отримало із Москви вказівку вважати ворогом № 1 не НСДАП, і тим-таки командування вермахту, а соціал-демократичну партію. У політичному керівництві НСДАП Сталін бачив тоді своєрідного попутника у досягненні власної революційно-комуністичної мети у Європі, причому він розраховував на те, що в якийсь чудовий момент Гітлер поверне свою зброю супроти буржуазії Заходу, боротьба з якою повинна виснажити його.
Бернард Шоу

під час широкомасштабного святкування його 75-річчя у Москві (1931), що супроводжувалось розкішним вшануванням у Будинку Спілок 
Я хочу, щоб перш ніж я залишу Москву, Сталін … став для мене живою людиною, а не залишився лише ім'ям.

29 липня він був прийнятий Сталіним разом з леді Астор, лордами Астором і Лотіаном і наркомом М. Литвиновим, після чого в інтерв'ю в Берліні сказав: 
Сталін — дуже приємна людина і дійсно керівник робітничого класу. <…> Сталін — гігант, а всі західні діячі — піґмеї.

Герберт Уелс
Я ніколи не зустрічав людини щирішої, поряднішої і чеснішої; він не має нічого темного й зловісного, і саме цими його якостями слід пояснювати його величезну владу в Росії. Я вважав раніше, перш ніж зустрітися з ним, можливо, про нього думали погано тому, що люди боялись його. Але я встановив, що, навпаки, ніхто його не боїться і всі вірять в нього. <…> Сталін — геть позбавлений хитрості й підступності грузин.
Карл Густав Юнг
в інтерв'ю американському кореспонденту X. Никербокеру у жовтні 1938 року
Нікербокер: Що станеться, якщо Гітлера, Муссоліні та Сталіна, усіх разом, зачинити на замок, залишивши для них на тиждень хлібину та глечик води? Хтось із них отримає усе чи вони поділять хліб та воду?

Юнг: Я не сумніваюсь, що вони поділяться. Гітлер, як шаман, буде, ймовірно, триматись осторонь, не встряючи у сварку. Муссоліні і Сталін, кожен за власним правом вождя чи сильної людини, будуть, ймовірно, домагатися володіння хлібом і водою, і Сталін, як грубіший і жорстокіший, напевно отримає усе. <…> Муссоліні людина фізичної сили. <…> Сталін належить до тієї ж категорії. Одначе він не будівничий, не творець. Він просто захопив те, що зробив Ленін, встромив свої зуби і жере. Він навіть руйнує не творчо. Ленін зніс цілу структуру феодального і буржуазного суспільства у Росії і замінив її своїм власним витвором. Сталін руйнує його.

З боку розумових здібностей Сталін не такий цікавий, як Муссоліні, до якого він своєю особистістю у головному подібний, і не має нічого спільного із таким цікавим типом, що його представляє Гітлер, — типом шамана, людини-міфа.

Нікербокер: Той, хто захопив владу над ста сімдесятьма мільйонами людей, подібно до Сталіна, не може не зацікавити, подобається він вам чи ні.

Юнг: Ні, Сталін саме тварина — хитрий злостивий мужик, несвідомий звір — у цьому розумінні наймогутніший з усіх диктаторів. Він нагадує сибірського шаблезубого тигра цією потужною шиєю, цими розгладженими вусами, цією посмішкою кота, що злизує вершок. Я можу припустити, що раніше Сталін міг би бути Чингіз-Ханом. Мене не здивує, якщо він зробить себе царем.

<…> На мою думку, Сталін нині не відрізняється нічим від Івана Грозного.

<…>

Нікербокер: Але ж він зараз поза всяким сумнівом має усю повноту влади?

Юнг: Саме так, але він повинен її втримати. Його оточує зграя вовків. Він змушений весь час бути насторожі. Я мушу сказати, що ми, як я вважаю, повинні бути йому вдячними!

Нікербокер: А за що?

Юнг: За наочну демонстрацію усьому світу очевидної істини, що комунізм завжди призводить до диктатури.
Карл Густав Юнг
в інтерв'ю американському кореспонденту X. Никербокеру у жовтні 1938 року

Він, поза сумнівом, знищив би Леніна, якби той залишився живим. Ніщо не могло зупинити його, як ніщо не зупиняє його нині. Природно, що він зацікавлений, щоб його країна квітла. Чим багатша й могутніша країна, тим могутніший він сам. Та все ж, він не зможе направити всі свої зусилля цілковито на підвищення добробуту країни, доки його особиста жадоба влади не буде задоволена.
Леопольд Треппер Але якщо шлях всіяний трупами робітників, то він не веде, він ніяк не може вести до соціалізму. Наші товариші зникали, найкращі із нас вмирали у підвалах НКВС, сталінський режим спотворив соціалізм до повнісінької невпізнанності. Сталін, цей великий могильщик, ліквідував у десять, у сто разів більше комуністів, ніж Гітлер.
Максим Литвинов, міністр закордонних справ СРСР
Якось у колі своїх найближчих і довірених людей Литвинов коротко зауважив, що «східних правителів, усіх цих шахів та інших деспотів» Сталін ще «обкрутить кругом пальця. Але західний світ, західна політика йому не під силу, цю політику він не подужає».
А. Гітлер…не слід ніколи забувати, що сьогоднішні вожді Росії — підступні заплямлені кров'ю злочинці, послідки людства.(ориг. нім. ...man sollte nie vergessen, daß die heutigen Führer Russlands - gemeine mit Blut befleckte Kriminelle sind, Abschaum der Menschheit...") — Адольф Гітлер, «Моя боротьба»
Під час бесіди з відомим шведським письменником, прибічником фашизму Свеном Гедіном 4 березня 1940 року, Гітлер заявив, що Сталін зараз серйозно змінив свою політичну позицію: він вже не є більше міжнародним більшовиком, а демонструє себе як руського націоналіста, що переслідує природну у своїй основі політику російських царів.
Жан Лалуа

після підписання радянсько-французького договору (грудень 1944): 
Безперечно, Сталін був жахливою людиною.

Коли все закінчилося, я повернувся з Жоржем Бідо до нашої резиденції. На годиннику — шоста ранку. Міністр спитав мене дуже тихо, прикриваючи рота через потаємні мікрофони:
 — Що ви про нього думаєте?

Я відповів спонтанно:
 — Це чудовисько!
Й. Сталін Про мене говорять, що я чудовисько, а я, бачите, навіть жартую з приводу цього. Отже, я не такий вже й жахливий…
Рузвельт Ця людина вміє діяти. У нього мета завжди перед очима. <…> Працювати з ним — саме задоволення. Ніякої балаканини. Він ставить питання, яке хоче обговорювати, і нікуди не відхиляється.
Черчилль
Це велика удача для Росії в її відчайдушній боротьбі та стражданнях — мати на чолі великого та суворого воєначальника. Він — сильна та видатна особистість, що відповідає тому похмурому та бурхливому часу, в який його закинуло життя, людина невичерпної хоробрості та сили волі, прямий і навіть різкий у промовах, проти чого, я, той, кого виховали у Палаті Громад, зовсім не заперечую, особливо коли мені самому є що сказати.
Я, власне, не можу відчувати нічого іншого, окрім величезного захоплення, щодо цієї воістину великої людини, батька усієї країни, що править долею своєї країни під час миру, та всеперемагаючого захисника її під час війни.
Сталін протягом багатьох років був диктатором Росії, і чим більше я вивчав його кар'єру, тим більш мене шокували ті жахливі помилки, яких він припускався, і та крайня жорстокість до людей та мас, якими він керував. Сталін був нашим союзником у боротьбі проти Гітлера, коли Росія піддалася аґресії, але коли Гітлера було знищено, Сталін перетворився на головну загрозу для нас.
Шарль Де Голль

описав його у своїх мемуарах таким чином:
Комуніст у формі маршала, диктатор, що приховує свою підступність, завойовник з личиною добряка — він старанно намагався створити хибне враження. Але його пристрасть була такою нестримною, що часто проступала назовні, випромінюючи якусь похмуру чарівність.
Сталін мав колосальний авторитет, і не тільки в Росії. Він умів «приручати» своїх ворогів, не панікувати при програші і не насолоджуватися перемогами. А перемог у нього більше, ніж поразок. Сталінська Росія — це не колишня Росія, що загинула разом з монархією. Але сталінська держава без гідних Сталіну наступників приречена…

Йоахім фон Ріббентроп

на Нюрнберзькому процесі так охарактеризував дії Сталіна під час їх першої зустрічі 23 серпня 1939:
Коли я приїхав до Москви 1939 року до маршала Сталіна, він обмірковував зі мною не можливість мирного врегулювання німецько-польського конфлікту у рамках пакту Бріана—Келлога, а дав зрозуміти, що як він не отримає половини Польщі і Прибалтійські країни, ще без Литви з портом Лібава, то я можу відразу ж вилітати додому. Ведення війни, певно, не вважалось там 1939 року злочином проти миру…
Джордж Фрост Кеннан Сьогодні ми досить добре знаємо те, про що раніше могли лише підозрювати: це був пропащий злочинець, що діяв без жодних обмежень; людина, у котрої зовсім було відсутнє почуття любові, жалю та милосердя; людина, в оточенні котрої ніхто не почувався у безпеці; людина, яка протиставляла себе усьому, що у даний момент не послуговувалось його інтересам; чоловік, що являв собою якнайбільшу небезпеку для всіх своїх найближчих друзів і співучасників злочинів, оскільки він вважав за найкраще бути єдиним охоронцем власних таємниць і не полюбляв ділитися спогадами і відповідальністю з іншими, котрі, залишаючись живими, мали язика та совість і могли просто виявити звичайну людську слабкість.
Абдурахман Авторханов

говорячи про терор у Росії, зазначає, що 
…Сталіна можна звинуватити лише в тому, що він був надто скрупульозним у справі виконання «радянської законності», що її заповів Ленін.
Абрам Деборін
(провідний радянський філософ-марксист, академік)
Сталін нічого в філософії не розумів. Я сумніваюся, щоб він коли-небудь простудіював по-справжньому хоч одну книгу Гегеля або Канта. Але йому це й не потрібно було, так як він уявляв себе найбільшим філософом
Георгій Жуков

У книзі «Спогади і роздуми» Жуков зазначає: 
 Можу сказати, що Й. В. Сталін пізніше оволодів основними принципами організації фронтових операцій і операцій груп фронтів і керував ними зі знанням справи… У керівництві озброєною боротьбою в цілому Сталіну допомагали його природний розум, досвід політичного керівництва, багата інтуїція, широка обізнаність. Він умів знайти головну ланку в стратегічній обстановці і, схопившись за неї, намітити шлях для надання протидії ворогу, успішного проведення тієї чи іншої наступальної операції. Безсумнівно, він був достойним Верховним Головнокомандувачем.
Юліан Семенов
 …про мертвих або нічого, або добре… 

<…> — А як бути зі Сталіним? Він же мертвий….

<…> — Живий… Багатомільонний… Його хочуть раби, які мріють про жорстку руку і «новий порядок»… Якщо про нього мовчати — прийдуть ті, хто ще страшніший за нього… Прийдуть такі тупоголові бузувіри, такі неграмотні солдафони, що Росія після них перестане існувати як цивілізована держава…
Володимир Козлов (про події березня 1956)
Події у Грузії були хворобливою реакцією суспільства на конання великого сталінського міфу, страшним кінцем страшної доби. Викриття Сталіна психологічно обеззброїло найбільш відданих і фанатичних прихильників режиму — на їх відданості, що не розмірковує, так як і на тотальному насильстві трималася сталінська система. Великий святий виявився великим дияволом. Але його розвінчання було побудовано не за законами міфу — не було «пропащого ангела», який перетворився на Сатану. Для відданих шанувальників Вождя образливим і нестерпним було не повалення кумира,— в цьому ще можна було б знайти якусь потойбічну велич,— а простота і буденність, з якими воно здійснилося. Сталін виявився простим смертним, але це означало, що втрачала сенс вся месіанська проповідь світового комунізму. Жертви ставали безглуздими, жорстокість — невиправданою, життя — витраченим даремно.

## Психічне здоров'я
Психічне здоров'я є об'єктом дослідження та аналізу ряду експертів, таких як психологи, психоаналітіки, психіатри, психотерапевти, неврологи, політологи та історики. Укладачі психобіографії Сталіна використовують теоретичні методи психології и психіатрії для аналізу розвитку його психіки и стану його внутрішнього світу.
Дослідники відзначають у характері Сталіна такі риси як: нарцисизм, породжений комплексом неповноцінності, марнославство, соціопатію, садистські нахили, марення переслідування, марення величі и параноїдність. Відомий психоаналітик та один із засновників неофрейдизма Еріх Фромм у своєму дослідженні за рівнем деструктивності та садизму ставить Сталіна в один ряд з Гітлером и Гіммлером. Роберт Такер стверджує, що Сталін страждав на психічні розлади (був «патологічною особистістю, десь на континуумі психіатричних проявів, що означають параною»). Історія хвороби та результати розтину показують, що Сталін мав кілька ішемічних інсультів (лакунарних, але ймовірно також і атеротромботичних), що, на думку президента Всесвітньої федерації неврологів В. Хачинський (Канада), призвело не лише до судинних когнітивних порушень, але і до прогресуючого розладу психіки. У той же час Хачинский вважає малоймовірним, що Сталін страждав на важке психічне захворювання до свого 70-річчя, оскільки він був здатний проводити важкі переговори і добиватися успіхів у керівництві.
Більшість згаданих у цій статті досліджень проводилися після смерті Сталіна на основі документів та свідоцтв. Однак В. М. Бехтерєв, Д. Д. Плетньов та О. Л. М'ясников обстежили Сталіна за життя і також дійшли висновку про наявність відхилень у його психічному здоров'ї.

## Сучасна оцінка історичної спадщини

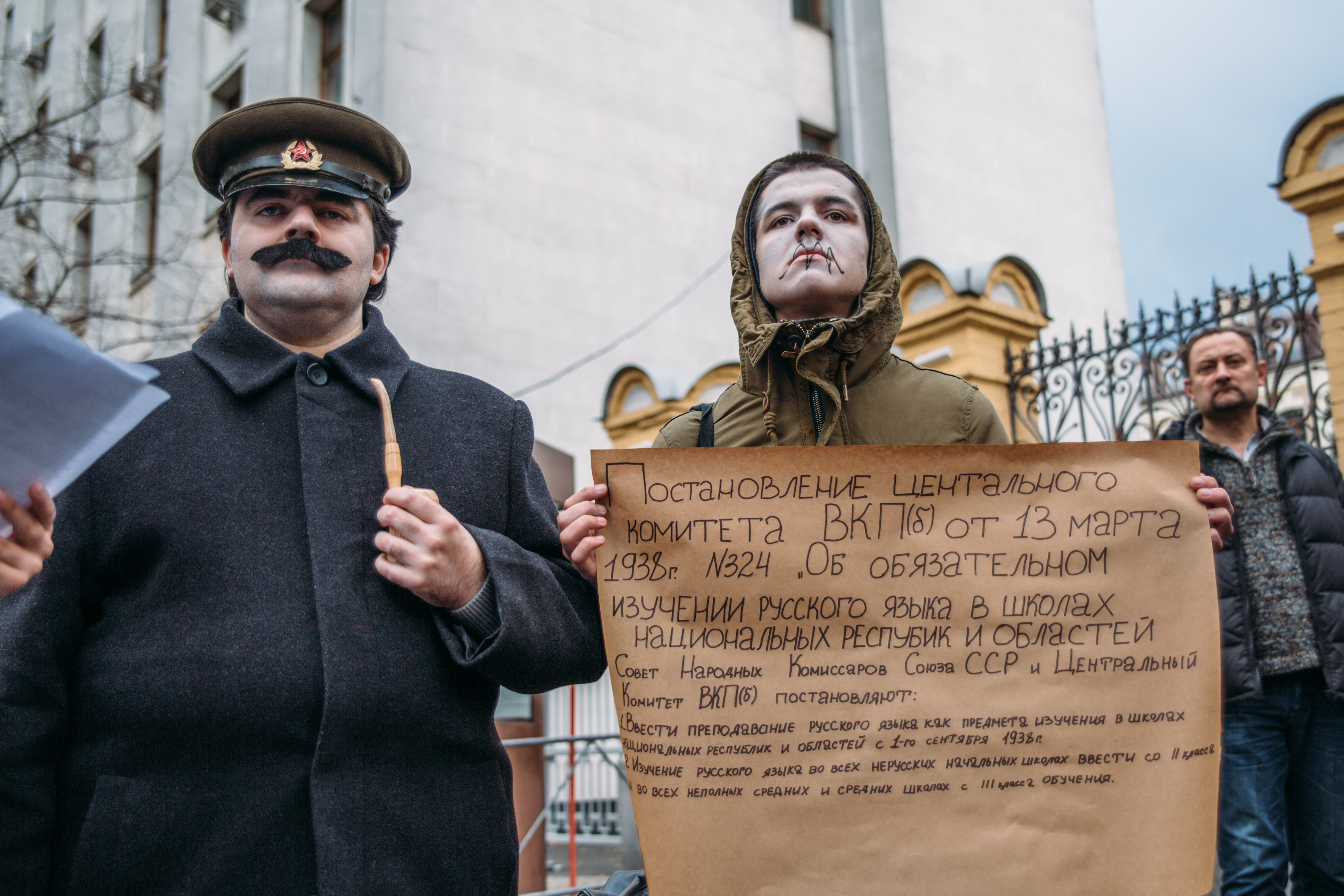
«Сталін» та імітація постанови ЦК ВКП(б) 1938 р. «Про обов'язкове вивчення російської мови в школах національних республік й областей» біля Адміністрації Президента України. Перформанс проти русифікації та з вимогою законодавчого захисту української мови, що був проведений рухом Відсіч у День української писемності та мови 2015 року

По смерті Сталіна на XX з'їзді КПРС (1956) частково засуджено так званий «культ особистості», однак не розкрито всіх злочинів сталінського режиму. На XXII з'їзді (1961) критику продовжено — ухвалено забрати забальзамоване тіло Сталіна з ленінського мавзолею і поховати під Кремлівською стіною, перейменувати всі міста, селища, області, вулиці, площі, що носили його ім'я, знищити його пам'ятники, побудовані за життя. Цей період історії СРСР отримав назву Хрущовська відлига. Але з приходом до влади Леоніда Брежнєва (1964) відбувається поступова реабілітація Сталіна, відроджується неосталінізм, застосовуються у нових обставинах сталінські методи: геноцид, масові арешти, закриті суди, психіатричні лікарні для противників режиму, примусова русифікація, вмотивована теорією так званого радянського народу, відродження «культу особистості» (Леоніда Брежнєва) тощо.
За часів Михайла Горбачова та Бориса Єльцина було багато зроблено для виправдання людей, засуджених при Сталіні, висвітлення численних злочинів сталінського режиму та їх офіційного засудження. В середині 2000-х років у Росії ім'я Сталіна пережило вже другу реабілітацію, коли у методичних матеріалах до шкільних підручників з історії його було названо «найефективнішим менеджером Росії». На думку російського публіциста Олександра Скобова, в сучасній Росії підґрунтям нового росту популярності Сталіна є глибоко вкорінена в російській (рос. русской) історії патерналістська свідомість: холопська потреба «батюшки-барина», «батюшки-царя», «господіна», котрий все за всіх вирішить, усіх розсудить. Щодо зростання просталінських настроїв, то вони поширені у різних групах населення, у кожної із яких «свій Сталін», значною мірою міфологізований і вельми далекий від Сталіна історичного. Путін продовжив героїзацію Сталіна. У Росії з'явилися портрети Сталіна, в російський ЗМІ з'являється інформація щодо героїчного минулого СРСР і Сталіна зокрема.
2 квітня 2009 Європейський Парламент ухвалив рішення про вшанування жертв Сталінізму та Нацизму щороку 23 серпня в Європейський день пам'яті жертв Сталінізму та Нацизму. ОБСЄ також ухвалила декларацію про підтримку вшанування пам'яті жертв тоталітаризму 23 серпня. В резолюції ОБСЄ зазначено, що Європа «зазнала два потужних тоталітарних режими, нацистський та сталінський, які принесли геноцид, порушення прав та свобод людини, воєнні злочини та злочини проти людства», та закликала членів ОБСЄ зайняти «спільну позицію проти всіх форм тоталітарної влади незалежно від ідеологічної основи» та засудила «героїзацію тоталітарних режимів, включаючи проведення публічних демонстрацій з метою героїзації Нацистського або Сталінського минулого».
На думку одного із сучасних комуністів у Росії Малинковича С. А., потрібно «перетяти усі шляхи відродження сталінізму, як практики громадського та державного життя, що передбачає всеосяжне порушення прав людини і презирство до умов життя народу».
На підставі розгляду кримінальної справи, порушеної за фактом вчинення геноциду в Україні в 1932—1933 роках визнаний судом винним у безпосередньому вчиненні злочину, передбаченого ч. 1 ст. 442 Кримінального кодексу України (Постанова Апеляційного суду міста Києва від 13 січня 2010 року).

## Сім'я
Й. Сталін був одружений двічі: вперше з Катериною Сванідзе, вдруге з Надією Алілуєвою.

### Діти
Сини: Василь Сталін (24 березня 1921 — 19 березня 1962) і Яків Джугашвілі (18 березня 1907 — кінець 1943 року).
Донька: Світлана (28 лютого 1926 — 22 листопада 2011).

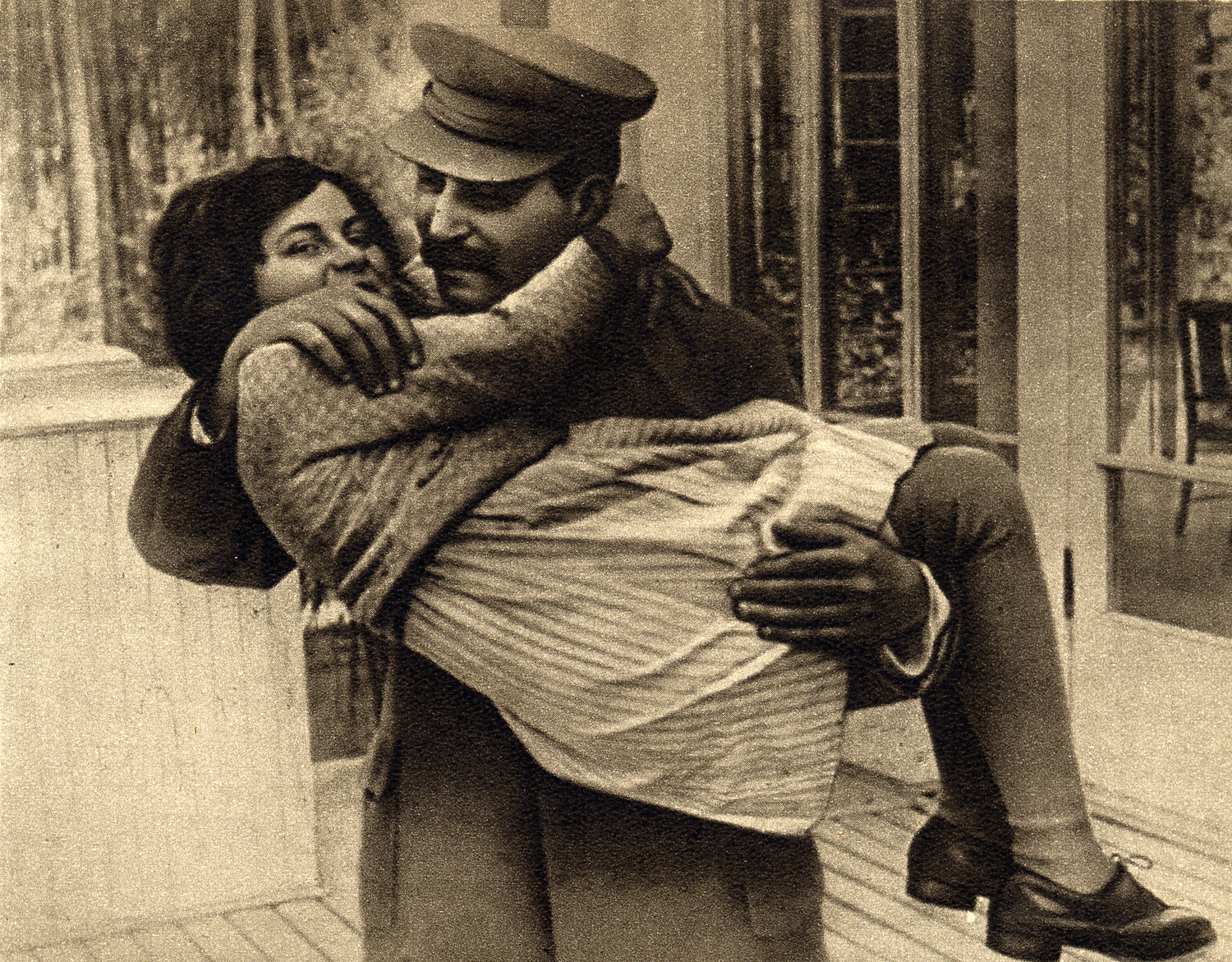
Сталін з донькою Світланою, 1935

У США 22 листопада 2011 року в місті Ричленд, штат Вісконсин, у віці 85 років померла Світлана Аллілуєва — донька Йосипа Сталіна. В Америці вона була відома як Лана Пітерс — за прізвищем американського чоловіка. 1967 року Світлана емігрувала з СРСР до США.

## Пам'ятники Сталіну
На честь Сталіна за його життя було названо безліч об'єктів не лише в Радянському Союзі, а й за його межами. Однак після 1961 року абсолютна більшість цих об'єктів була перейменована. Лишилися тільки вулиці Сталіна в деяких населених пунктах Росії, проспекти Сталіна в містах Дагестанські Огні та Лєсний (Росія).
Пам'ятники Сталіну — категорія скульптурних творів, що були невід'ємною частиною радянської традиції монументального мистецтва 30-х — середини 50-х років XX століття, один із символів того часу в СРСР і в ряді соціалістичних країн.
Перший пам'ятник Й. В. Сталіну був виконаний скульптором М. Я. Харламовим у 1929 році, в переддень святкування 50-річчя Сталіна. Найбільш активно стали встановлюватися пам'ятники Й. В. Сталіну з середини 1930-х років.
Пам'ятники Сталіну встановлювали й після його смерті. Останнім роком, у якому це було зроблено, вважався 1955 рік. У листопаді 1955 року був встановлений пам'ятник Сталіну в Писцово Комсомольського району Івановської області РРФСР.
Разом з тим, за даними на 2023 рік (пізнішої інформації — немає), в Росії було встановлено 110 пам'ятників радянському диктатору Йосипу Сталіну. З них, 95 були встановлені за часи правління Путіна, причому темпи встановлення цих пам'ятників подвоїлися після окупації Криму в 2014 році. Лише 9 % монументів збереглися з радянських часів. У 1990-ті роки в РФ було встановлено п'ять пам'ятників Сталіну. 15 серпня 2023 року, восьмиметровий пам’ятник колишньому диктаторові було встановлено біля прохідної заводу «Мікрон» у м. Великі Луки Псковської області (РФ).
У незалежній Україні традиції сталінізму також подекуди збереглися: 
- в травні 2010 року, в Запоріжжі, на території місцевого обласного комітету КПУ було відкрите погруддя Йосипа Сталіна[90], але увечері 28 грудня того ж року, активісти організації «Тризуб» імені Степана Бандери відламали йому голову[91];

- 7 травня 2012 року пам'ятник Сталіну відкрили у Львові. Скульптурна композиція висотою близько 1,5 м, виготовлену з дерева і тканини та пофарбовану золотою фарбою, являла собою фігуру Йосипа Віссаріоновича, який пісяв. Оскільки акцію не було відповідним чином погоджено з міською владою, працівники міліції демонтували пам'ятник через 10 хв. після його встановлення[92].

### Опис біографії
Першим біографом Й. Сталіна був один із його найближчих співробітників, українець за походженням, Іван Товстуха. Він успішно переписав історію революції 1917 року в Росії і більшовицького перевороту в жовтні 1917. У написаній Товстухою біографії, Сталін, за висловом Анатолія Трубайчука, перетворився «…із сірого мишеняти на великого організатора більшовицького перевороту, найпершого соратника Леніна. Видана до 50-річчя Сталіна офіційна біографія фактично за винятком кількох останніх абзаців цілком відтворювала художній вимисел Товстухи, за яким відверто відчувається „творча“ рука самого об'єкта дослідження. Так Сталін, водячи рукою і пером свого помічника, народив міф про Сталіна — великого революціонера і найпершого соратника Леніна, що впритул аж до XX з'їзду КПРС у різних модифікаціях, з численними додатками, гіперболічними перебільшеннями, гіпертрофованою апологетикою і прямою фальсифікацією подавався як введений у ранг закону історичний документ».
До початку 1930-х років у офіційній радянській історіографії загалом були завершені, за висловом Л. Троцького, «перебудова, перелицювання та пряма підробка» революційного минулого, що розпочалися з так званої літературної дискусії про «Уроки Жовтня», під час якої, за пропозицією тогочасного Генерального секретаря ЦК РКП(б) Йосипа Сталіна, Політбюро й Секретаріат ухвалили рішення про централізоване вилучення у всіх громадян та установ для архіву ЦК РКП(б) усіх матеріалів, що мали відношення до історії партії, та про суворе обмеження доступу до цих документів, особливо тих, що стосувалися періоду революції та громадянської війни.
Результатом цієї операції стали роботи, у яких спотворювався дійсний сенс історичних подій, їх хронологія, змінювався склад дійових осіб, провадилась їх дискредитація. У масовій свідомості настирливо укорінювалась фальшива теорія «двох керманичів» Жовтневої революції. Від партії та народу старанно приховувалися, а отже, були недосяжні навіть для істориків, справжні документи революції, що могли посвідчити про найближче оточення В. Ульянова, про справжні справи, вчинки, погляди Л. Троцького, Л. Каменєва, Г. Зинов'єва, М. Бухаріна, Й. Сталіна та інших діячів Жовтня.
Коли Максим Горький захотів написати біографію Й. Сталіна, йому відмовили в доступі до архівних документів. 1931 року «старий більшовик» Омелян Ярославський також дістав відмову.

## Образ Йосипа Сталіна в кінематографі
| Рік        | Назва фільму/серіалу                    | Актор             |
| ---------- | --------------------------------------- | ----------------- |
| 1962- 1972 | Звільнення (кіноепопея)                 | Бухуті Закариадзе |
| 2008       | Гітлер капут!                           | Ілля Олейников    |
| 2009       | Вольф Мессінг: той, хто бачив крізь час | Олексій Петренко  |
| 2010       | Стомлені сонцем 2: Передстояння         | Максим Суханов    |
| 2011       | Стомлені сонцем 2: Цитадель             | Максим Суханов    |
| 2013       | Син батька народів                      | Анатолій Дзіваєв  |
| 2014       | Орлова і Александров                    | Євген Князєв      |
| 2017       | Смерть Сталіна                          | Едріан Маклафлін  |

### Рекомендована література
- Ендрю Робертс. Лідерство в часи війни. Головні уроки від творців історії / переклад з англійської Ярослава Войтка — Київ: КМ-БУКС, 2021—216 ст. — ISBN 978-966-948-499-4